# Michiel Scheffer
Michiel Scheffer (Stockport, 8 mei 1964) is een Nederlands politicus namens D66.

## Loopbaan
Scheffer studeerde sociale geografie aan de Universiteit Utrecht. Hij promoveerde daar in 1992 en was werkzaam als zelfstandig adviseur. Hij was werkzaam bij de ondernemersorganisatie voor mode, interieur en textiel waar hij adjunct-directeur werd. Daarna werkte hij wederom als zelfstandig adviseur en vanaf 2013 ook als consultant bij Berenschot. Scheffer was lector aan de Saxion Hogeschool en gastdocent aan de Hogeschool Rhein-Waal.
In 1982 werd hij lid van D66 en vervulde diverse functies bij afdelingsbesturen. Als voorzitter van de Landelijke Programmacommissie was Scheffer verantwoordelijk voor de verkiezingsprogramma's in 1998 en 2002. Tussen 2001 en 2015 was hij lid van de Provinciale Staten van Gelderland en tevens fractievoorzitter. In 2015 werd hij in die provincie gedeputeerde met de portefeuille  economie, innovatie en Europa. Scheffer was provinciaal lijsttrekker in Gelderland bij de Provinciale Statenverkiezingen 2011, 2015 en 2019. In 2013 verloor hij de verkiezingen voor het partijvoorzitterschap van Fleur Gräper.
Scheffer was sinds 2019 werkzaam als consultant. In maart 2023 werd hij door de Europese Commissie benoemd tot eerste voorzitter van de Europese Innovatieraad (EIC).
- Gemeinsame Normdatei: 172534623
- International Standard Name Identifier: 0000 0001 1056 5513
- Library of Congress Control Number: n94032569
- Nederlandse Thesaurus van Auteursnamen: 073647756
- Virtual International Authority File: 38601661
- WorldCat: E39PBJc3F8FqPFbCYmV3vwb8G3